# Bergsadel
Bergsadel kallas inofficiellt den svenska adel som härstammar från bergsmän och medeltida bergsfrälset, vilka erhållit adelsbrev och vapen, samt upptagits på Sveriges riddarhus.
Med hänvisning till det medeltida bergsfrälset som vissa bergsmän erhållit, adlades en del släkter. Andra härstammade från dessa bergsmän och kom sedan att adlas, möjligen utan sådan hänvisning. Endast ett adelsbrev är bevarat där ordet bergsadel förekommer, när Gyldenknoster adlades, men ätten ifråga tog aldrig introduktion. Många släkter inkallades till Sverige för att förbättra det svenska bergsbruket, av vilka en del släkter adlats. Likartat ursprung hade de som inkallades till Sverige för att bedriva järnbruk och framställa stångjärn, bruksherrarna, av vilka många också adlades.
Trots att släkterna hade bergsmannaursprung förekom det ofta att medlemmar av släkten sedan de adlats sysslade med helt andra saker än bergs- och järnbruk, vilka var verksamma i synnerhet inom militären. Omvänt var det många släkter som inte förr sysslat med gruv- eller metallindustri, som sedan de adlats i synnerhet ägnade sig åt detta.
- Adlerheim, Vikmanshyttan
- Adlerstråle, Noors socken, Värmland
- Anckarström, adopterade grenen, Falun

- Bergenstjerna

- Cederberg, Falun
- Cronström

- Dreffling, Stora Kopparberget

- Ehrencrona, Malingsbro bruk
- Ekestubbe (Våla-Vikersgårdssläkten), Noraskog
- Ericson, Nordmark

- Funck

- Grissbach

- Hammarström, Linde
- Hedenstjerna, Hedemora
- Hjort af Ornäs, Falun

- Ikornsköld, Lerberg

- Jerlström, Malingsbro bruk

- Lilljenberg
- Lybecker, Stora Kopparberget

- Schönström, Falun
- Silfverström, Stora Kopparberget
- Simzon, Uppland och Västernorrland
- Stiernvall, Stora Kopperberget
- Stjernberg, Salberget
- Stjernhjelm, Stora Kopparberget
- Stjernhöök, Vikmanshyttan
- Svedenheim, Noraskog
- Svedenstjerna, Noraskog
- Svinhufvud i Westergötland, Stora Kopparberget
- Svinhufvud af Qvalstad, Stora Kopparberg
- Swab, Falun
- von Swab, Falun
- Swedenborg, Falun

- af Tuneld, Olshyttan, Stora Tuna, Dalarna
- Törnrose, Västmanland

- af Ugglas, Falun

- von Wallwijk, Stora Kopparberget

- Ädelberg, Falun